# Chiesa di San Rocco (Foggia)
La chiesa di San Rocco è una chiesa di Foggia.
La Compagnia di San Rocco eresse questa chiesa, nella quale, nel 1739, si insediò la congrega della Santissima Trinità. La chiesa ha tre altari, e numerose tele, tra le quali quella di Antonio La Piccirella.